# SC Frosch Aegeri

## Rosa attuale
|}
|
|
| N° |                     | Ruolo | Giocatore         |
| -- | ------------------- | ----- | ----------------- |
|    | Svizzera (bandiera) | P     | Bruno Cota        |
|    | Svizzera (bandiera) | D     | Lukas Braunreiter |
|    | Svizzera (bandiera) | D     | Rudi Hegglin      |
|    | Svizzera (bandiera) | CV    | Yannick Blattmann |
|    | Svizzera (bandiera) | A     | Nussbaumer Lukas  |

|}